# Оператор кутового моменту

"Векторні конуси" загального кутового моменту J (фіолетовий),
орбіти L (синій) та спіна S(зелений). Конуси виникають через квантову невизначеність між вимірюванням компонентів кутового моменту (see below).

У цій стоячій хвилі на круговій струні коло розбивається рівно на 8 довжин хвилі. Така стояча хвиля може мати 0, 1, 2 або будь-яке ціле число довжин хвиль по колу, але вона не може мати неціле число довжин хвиль, таких як 8.3. У квантовій механіці кутовий момент квантується з подібної причини.

Ілюстрація векторної моделі орбітального кутового моменту.

1. Оператор R, пов'язаний з J, обертає всю систему.
2. Оператор Rпросторовий, пов'язаний з L, обертає положення частинок, не змінюючи їх внутрішніх спінових станів.
3. Оператор Rвнутрішній, пов'язаний з S, обертає внутрішні спінові стани частинок, не змінюючи їх положення.

Різні типи оператори обертання. У верхній рамці зображено дві частинки, зі спіновими станами, схематично позначеними стрілками.

Опера́тор моме́нту кі́лькості ру́ху або кутового моменту — це квантово-механічний аналог класичного поняття моменту кількості руху.

## Побудова і означення
Для побудови квантово-механічного оператора кутового моменту частки виходять із класичного виразу
{\displaystyle \mathbf {L} =[\mathbf {r} \times \mathbf {p} ]},
де {\displaystyle \mathbf {r} } — радіус вектор частки, а {\displaystyle \mathbf {p} } — її імпульс.
При переході до квантової механіки проводять заміну імпульсу на квантовомеханічий оператор імпульсу
{\displaystyle -i\hbar \nabla }. Тоді компоненти оператора кількості руху мають наступну форму
{\displaystyle {\hat {L}}_{x}=-i\hbar \left(y{\frac {\partial }{\partial z}}-z{\frac {\partial }{\partial y}}\right)},
{\displaystyle {\hat {L}}_{y}=-i\hbar \left(z{\frac {\partial }{\partial x}}-x{\frac {\partial }{\partial z}}\right)},
{\displaystyle {\hat {L}}_{z}=-i\hbar \left(x{\frac {\partial }{\partial y}}-y{\frac {\partial }{\partial x}}\right)}.
Визначені таким чином оператори є ермітовими.

## Комутаційні співвідношення
Компоненти оператора кутового моменту задовільняють наступним комутаційним співвідношенням
{\displaystyle \left[{\hat {L}}_{x},{\hat {L}}_{y}\right]=i\hbar {\hat {L}}_{z}},
{\displaystyle \left[{\hat {L}}_{y},{\hat {L}}_{z}\right]=i\hbar {\hat {L}}_{x}},
{\displaystyle \left[{\hat {L}}_{z},{\hat {L}}_{x}\right]=i\hbar {\hat {L}}_{y}}.
Оскільки вони не комутують між собою, то згідно із принципом невизначеності
не можуть бути виміряні одночасно. Якщо відоме точне значення одного з них, то невизначеність
двох інших буде абсолютною.

## Власні функції та власні значення
З огляду на некомутативність компонент, вони не мають спільних власних функцій.
В сферичній системі координат найпростіший вигляд має компонента {\displaystyle L_{z}}, тож
здебільшого шукають її власні функції.
Власними функціями компоненти {\displaystyle L_{z}} є комплексні експоненти виду {\displaystyle e^{im\varphi }} , де m — ціле число, яке пробігає значення від {\displaystyle -\infty } до
{\displaystyle \infty }.
{\displaystyle {\hat {L}}_{z}e^{im\varphi }=-i\hbar {\frac {\partial }{\partial \varphi }}e^{im\varphi }=\hbar me^{im\varphi }}.
Власні значення оператора {\displaystyle {\hat {L}}_{z}} дорівнюють {\displaystyle \hbar m}. Число m називається магнітним квантовим числом. Така назва зумовлена тим, що вперше магнітне квантове число ввели для інтерпретації розщеплення спектральних ліній у магнітному полі (Зееманівське розщеплення).

## Оператор квадрата кутового моменту
Важливе значення у квантовій механіці посідає оператор квадрата кутового моменту
{\displaystyle {\hat {\mathbf {L} }}^{2}={\hat {L}}_{x}^{2}+{\hat {L}}_{y}^{2}+{\hat {L}}_{z}^{2}}.
В сферичні системі координат він має вигляд
{\displaystyle {\hat {\mathbf {L} }}^{2}=-\hbar ^{2}\left({\frac {1}{\sin \theta }}{\frac {\partial }{\partial \theta }}\sin \theta {\frac {\partial }{\partial \theta }}+{\frac {1}{\sin ^{2}\theta }}{\frac {\partial ^{2}}{\partial \varphi ^{2}}}\right)}.
Цей оператор комутує з будь-якою з компонент оператора кутового моменту.

## Власні функції та власні значення оператора квадрата кутового моменту
Завдяки комутативності оператора квадрата кутового моменту {\displaystyle {\hat {\mathbf {L} }}^{2}} із {\displaystyle {\hat {L}}_{z}}, ці два оператори мають спільну систему власних функцій. Квадрат кутового моменту може бути визначеними одночасно із z-вою компонентою.
Власними функціями оператора квадрата кутового моменту є сферичні гармоніки {\displaystyle Y_{l,m}(\theta ,\varphi )}.
Власні значення оператора квадрата кутового моменту дорівнюють {\displaystyle \hbar ^{2}l(l+1)},
де l — ціле число, яке пробігає значення від нуля до нескінченості. Це квантове число називається
орбітальним квантовим числом.
{\displaystyle {\hat {\mathbf {L} }}^{2}Y(\theta ,\varphi )=\hbar ^{2}l(l+1)Y(\theta ,\varphi )}.
Із теорії сферичних гармонік відомо, що магнітне квантове число m за абсолютною величиною не може бути більшим за l. Тому кожному орбітальному квантовому числу l відповідає 2l+1 різних магнітних квантових числа: m = -l, -l+1…l-1, l.